# Johannes Kaspar (Rechtswissenschaftler)
Johannes Kaspar (* 1976) ist ein deutscher Strafrechtswissenschaftler, Kriminologe und Hochschullehrer an der Universität Augsburg.

## Leben und Werk
Nach dem Studium der Rechtswissenschaft in München, das er 2001 mit dem Ersten Staatsexamen abschloss, arbeitete Kaspar als wissenschaftlicher Mitarbeiter am Lehrstuhl von Heinz Schöch an der LMU München. Dort erfolgte 2004 die Fertigstellung seiner Dissertation zum Thema „Wiedergutmachung und Mediation im Strafrecht“. Die mit dem Fakultätspreis der LMU München ausgezeichnete Arbeit entstand im Rahmen der empirischen Begleitforschung zum Projekt „Ausgleich e. V.“, bei dem die Möglichkeiten anwaltlicher Schlichtung im Strafverfahren erprobt wurden. Kaspar untersuchte dort u. a. die Opferbezüge der herrschenden Straftheorien und das Potenzial von ausgleichenden Elementen im Strafrecht. Er plädierte für eine stärkere Berücksichtigung von Schadenswiedergutmachung und Täter-Opfer-Ausgleich, die im Vergleich zur klassischen Bestrafung konstruktiver und friedensstiftender seien.
Ab 2003 war Kaspar Referendar im OLG-Bezirk München und absolvierte im Jahre 2005 das Zweite Staatsexamen. Im Anschluss war er bis 2009 als Wissenschaftlicher Mitarbeiter und Habilitand am Lehrstuhl von Heinz Schöch tätig, von 2009 bis 2011 am Lehrstuhl von Helmut Satzger (LMU München). Daneben war Kaspar von 2006 bis 2010 als Rechtsanwalt beim LG München I zugelassen und in dieser Zeit in der von ihm mitgegründeten Sozietät Dr. Kaspar & Wild (München) im Zivil- und Strafrecht tätig.
2011 habilitierte er sich an der LMU München mit einer Arbeit über „Verhältnismäßigkeit und Grundrechtsschutz im Präventionsstrafrecht“, die 2014 im Nomos-Verlag erschienen ist. Kaspar betont dort, dass Strafrecht aus verfassungsrechtlichen Gründen nur legitim ist, soweit ihm eine sinnvolle soziale Funktion (in der Form der Verhinderung von Straftaten) zukommt. Die notwendige Begrenzung des Strafrechts leistet in seinem Konzept der verfassungsrechtliche Verhältnismäßigkeitsgrundsatz, dessen Bedeutung im materiellen Strafrecht nach Ansicht von Kaspar oft verkannt wird.
Nach Abschluss des Habilitationsverfahrens wurde Kaspar die Lehrbefähigung für die Fächer „Strafrecht einschließlich Wirtschaftsstrafrecht, Kriminologie, Jugendstrafrecht, Strafvollzug, außergerichtliche Streitbeilegung“ zugesprochen. Nach einem Semester als Vertreter des Lehrstuhls von Wilfried Bottke an der Universität Augsburg im Wintersemester 2011/12 übernahm er dort am 1. Mai 2012 dessen Nachfolge und ist seitdem Inhaber des Lehrstuhls für Strafrecht, Strafprozessrecht, Kriminologie und Sanktionenrecht.
Im Jahr 2015 erhielt Kaspar Rufe auf W3-Lehrstühle für Kriminologie und Strafrecht an den Universitäten Greifswald und Jena, die er ablehnte.
Seine Interessens- und Arbeitsschwerpunkte sind: Materielles Strafrecht einschließlich Wirtschaftsstrafrecht; Wiedergutmachung und Mediation im Strafrecht; Grundlagen des Strafrechts und Straftheorien; Verfassung und Strafrecht; Kriminalitätstheorien; empirische Sanktionsforschung; Recht und Praxis der Strafzumessung.
2018 verfasste er das Gutachten für die strafrechtliche Abteilung des 72. Deutschen Juristentags in Leipzig zur Reform des Strafzumessungsrechts.

## Veröffentlichungen (Auswahl)

### Monographien
- Wiedergutmachung und Mediation im Strafrecht, LIT-Verlag, Münster 2004, ISBN 978-3-8258-7876-4.
- Verhältnismäßigkeit und Grundrechtsschutz im Präventionsstrafrecht, Nomos Verlag, Baden-Baden 2014, ISBN 978-3-8329-7812-9.
- Freies richterliches Ermessen versus Sentencing Guidelines – brauchen wir ein neues Strafzumessungsrecht?, Beck Verlag, München 2018, ISBN 978-3-406-71584-6.

### Didaktische Werke
- Examinatorium Schwerpunkt Strafrecht (gemeinsam mit Katrin Höffler), Beck Verlag, München 2014, ISBN 978-3-406-66954-5.
- Strafrecht Allgemeiner Teil, Nomos Verlag, Baden-Baden 3. Aufl. 2019, ISBN 978-3-8487-6005-3.
- Casebook Strafrecht Allgemeiner Teil (gemeinsam mit Tobias Reinbacher), Nomos Verlag, Baden-Baden 2020, ISBN 978-3-8487-4211-0.

### Herausgeberschaften
- Strafrecht und Verfassung (gemeinsam mit Beatrice Brunhöber, Katrin Höffler, Tobias Reinbacher und Moritz Vormbaum), Nomos Verlag, Baden-Baden 2012, ISBN 978-3-8329-7905-8.
- Sicherungsverwahrung 2.0?, Schriften zur Kriminologie 9, Nomos-Verlag, Baden-Baden 2017, ISBN 978-3-8487-3767-3.
- Einführung in das japanische Recht (gemeinsam mit Oliver Schön), Nomos Verlag, Baden-Baden 2018, ISBN 978-3-8487-4138-0.
- Strafen im Namen des Volkes? (gemeinsam mit Tonio Walter), Schriften zur Kriminologie 15, Nomos Verlag, Baden-Baden 2019, ISBN 978-3-8487-5270-6.

## Mitgliedschaften und weitere Funktionen
Kaspar ist Mitglied im Deutschen Juristentag e.V., im Interdisziplinären Arbeitskreis für Forensische Psychiatrie und Psychologie e.V., in der Kriminologischen Gesellschaft e.V. sowie im Kriminalpolitischen Kreis.
Seit 2013 ist er Vizepräsident der Deutsch-Japanischen Gesellschaft in Augsburg und Schwaben e.V.
Seit 2012 ist er Mitglied der Schriftleitung und Mitherausgeber der Zeitschrift Neue Kriminalpolitik (Nomos Verlag Baden-Baden).
Seit 2020 ist er 2. Vorsitzender des Projekts Fehlurteil und Wiederaufnahme e.V.